# 硼砂
硼砂（英語：Borax）是一種硼酸鹽礦物，化學式為Na2B4O5(OH)4·8H2O。它發現於鹼性湖泊環境的蒸發岩沉積物中，在乾旱地區作為地表風化結殼。它是從加利福尼亞博朗和附近地區開採的主要礦物，也是四硼酸鈉的主要來源。硼砂的英文「Borax」來自阿拉伯語（bauraq，意為白色）。

## 發現
最廣泛的礦床位於土耳其的基爾卡（Kirka）。硼砂也在阿根廷、玻利維亞和智利的安第斯山脈開採。然而最大的產量來自加利福尼亞的礦床。

## 用途
這種礦物是商業四硼酸鈉的重要來源，它用於製造玻璃纖維、清潔劑、防腐劑、冶金中的助熔劑、金屬氧化物的溶劑、驅蟲及肥料。